# تاکاتسوکاسا تاکاکو
تاکاتسوکاسا تاکاکو (به ژاپنی: 鷹司 孝子 たかつかさ たかこ)، ناکانومارو ساما؛ (تولد ۱۶۰۲ – مرگ ۱۱ ژوئیه ۱۶۷۴)، یک زن در دوره ادو زن اصلی (سی‌شیتسو) یا میدای‌دوکورو شوگون سوم توکوگاوا ایه‌میتسو و دختر کانپاکو، تاکاتسوکاسا نوبوفوسا بود. او هیچ فرزندی با توکوگاوا ایه‌میتسو نداشت. نام بودایی پس از مرگ او هونری-این بود.
از زمان ازدواج تاکاتسوکاسا تاکاکو با شوگون سوم توکوگاوا ایه‌میتسو، همسر قانونی شوگون عموماً دختری از خانواده امپراتوری یا یک اشراف‌زاده از کیوتو بود. با این حال، از آنجایی که این یک نوع ازدواج سیاسی بود، هیچ‌کس تا شوگون نهم، توکوگاوا ایه‌شیگه، از همسر قانونی خود صاحب فرزند نشد، گویی بی اعتنایی ایه‌میتسو به فرزند داشتن از همسر اصلی خود به یک سابقه تبدیل شده بود.